# Gaperon
Le gaperon est un fromage français de la plaine de la Limagne, en Auvergne,. Il est fabriqué dans les fermes du Puy-de-Dôme et de l'Allier avec du lait cru de vache - plus rarement de chèvre ou de brebis - et de la gape ou gaspe (gapa ou gaspa signifie babeurre ou petit-lait en occitan,).
Une forme industrielle de gaperon emploie des laits mélangés entre eux et pasteurisés.

## Histoire
Traditionnellement le gaperon incorporait de la gape (lactoserum et babeurre), son affinage se faisait à l’air libre, accroché à l'intérieur d'un torchon noué (d'où sa forme), à la poutre maîtresse de la cuisine près de la cheminée. Ainsi, autrefois, on pouvait évaluer la dot de la mariée selon le nombre de fromages suspendus au plafond. L’ail utilisé provenait de la plaine de la Limagne. Certains paysans laissaient mûrir le gaperon de longs mois dans du foin. Ces méthodes d'élaboration, avec le temps, sont devenues minoritaires dans les ménages mais existent encore aujourd'hui. Le gaperon, fait traditionnellement à partir de petit-lait et donc maigre, est devenu un fromage à 30 % de matière grasse.

## Description
C'est un petit fromage à base de lait de vache - de lait de chèvre ou de lait de brebis - à pâte molle à croûte fleurie, ail et poivre d'un poids moyen de 250 grammes à 500 grammes après un affinage de 3 à 4 semaines. Son diamètre est de 5 à 11 cm pour une hauteur de 5 à 10 cm,,,.
Ce fromage dégage peu d'odeur et sa saveur est « piquante ». Sa forme et sa saveur lui ont valu le surnom de « nichon de belle-mère ». Aujourd'hui, il est produit toute l'année mais les vaches donnent un lait de meilleure qualité pour le gaperon en période estivale quand elles sont dans les pâturages.